# Franck Montaugé
Franck Montaugé, né le 14 septembre 1961 à Condom (Gers), est un homme politique français.

## Biographie
Il est élu en 1995 au conseil municipal d'Auch dans l'équipe de Claude Desbons, où il exerce la fonction d'adjoint au maire chargé des sports et des loisirs. De 2001 à 2008, il exerce les fonctions d'adjoint au maire chargé des affaires sociales et de la solidarité et de vice-président de la communauté de communes du Grand Auch.
Franck Montaugé est élu maire d'Auch et conseiller général du Gers en 2008. Il devient dans le même temps président de la communauté de communes du Grand Auch, qui devient par la suite communauté d'agglomération (Le Grand Auch Agglomération). De 2011 à 2013, il est vice-président du conseil général du Gers.
Suppléant de Philippe Martin lors des élections législatives de 2012, il devient député le 3 août 2013 à la suite de la nomination de celui-ci comme ministre de l'Écologie, du Développement durable et de l'Énergie. Il cède alors son mandat de conseiller général à sa suppléante, Chantal Dejean-Dupèbe, adjointe au maire d'Auch.
À l'issue des élections municipales de 2014, Franck Montaugé est réélu maire d'Auch.
Après avoir rendu le 2 mai 2014 son siège de député à Philippe Martin, dont les fonctions gouvernementales ont pris fin un mois plus tôt, il est élu sénateur du Gers le 28 septembre 2014. Il démissionne de son mandat de maire d'Auch en octobre 2017, en application de la loi sur le cumul des mandats.
Candidat à sa succession aux élections sénatoriales de 2020, il est réélu au premier tour avec 56 % des voix.